# 샌드라 하딩

샌드라 하딩(Sandra G. Harding, 1935년 3월 29일 ~ 2025년 3월 5일)은 인식론적 전통을 바탕으로 과학 철학, 탈식민주의, 여성학을 주로 연구하는 미국의 철학자이다. 1973년에 뉴욕 대학교에서 박사학위를 받았다. 델라웨어 대학교에서 약 20년간 가르치다 1996년 캘리포니아 대학교 로스앤젤레스(UCLA)로 이직하였다. 1996년부터 2000년까지 해당 대학에서 UCLA 여성학 연구 센터를 이끌어왔다. 2000년부터 2005년까지는 여성학 저널 Signs: Journal of Women in Culture and Society의 공동편집자였다. 또한 전미보건협회나 유엔기구를 포함하여 여상학과 탈식민의 과학문제와 관련된 수많은 국제기구에 자문역할을 해왔다.
과학 철학에서의 여성주의 인식론적 입장론(Standpoint theory)을 전개하여 그 중에서도 핵심이 되는 "강한 객관성"(strong objectivity)의 개념을 수립하였다. 하딩은 여성주의 과학철학과 인식론의 창시자 중 한 명으로 꼽히고 있으며, 하딩이 발전시킨 여성주의적 입장론과 특히 "강한 객관성" 개념은 철학뿐 아니라 사회과학에도 널리 영향을 끼친 것으로 평가되고 있다.

## 저서
- 《누구의 과학이며 누구의 지식인가: 여성들의 삶에서 생각하기》, 1991년, 조주현 역, 2009년, 나남출판사. ISBN 978-89-300-8378-2
- 《페미니즘과 과학》, 이재경·박해경 역, 2002년, 이화여자대학교출판부. ISBN 978-89-7300-490-4
- (공동저작) 《과학, 기술, 민주주의》, 김명진,김병윤,오은정 역, 2012년, 갈무리. ISBN 978-89-6195-059-6

## 같이 보기
- 미국 철학
- 관점 이론